# Johann Jacob Römer
Johann Jacob Römer (även Roemer), född 8 januari 1763 i Zürich, död där 15 januari 1819, var en schweizisk botaniker och entomolog.
Römer var professor i Zürich och är mest känd som utgivare (tillsammans med Joseph August Schultes) av Caroli a Linné equitis Summa vegetabilium (sex band, 1817–1820; fortsatt av J.A. Schultes och dennes son Julius Hermann). Römer invaldes 1793 som utländsk ledamot av Vetenskapsakademien i Stockholm. 
Auktorsnamnet Roem. kan användas för Johann Jacob Römer i samband med ett vetenskapligt namn inom botaniken; se Wikipediaartiklar som länkar till auktorsnamnet.